# Ásgeir Trausti
Ásgeir Trausti Einarsson  (prononciation : /ˈaːusceir̥ ˈtʰrøistɪ ˈeːinar̥sɔn/) (né le 1er juillet 1992 à Laugarbakki, Islande) est un auteur-compositeur-interprète islandais.
Il sort son premier album, Dýrð í dauðaþögn, en septembre 2012. Son deuxième album, In the Silence, est disponible depuis octobre 2013. En 2014, son single Going Home est le premier opus à être diffusé sur les ondes françaises. 

## Biographie
Ásgeir, né au sein d’une famille nombreuse, a grandi dans une petite île du nord de l’Islande qui ne comptait qu’une dizaine d’âmes. « Je viens vraiment de l’isolement, de la désolation… Il n’y avait rien à faire et beaucoup de silence. » Il a ensuite déménagé sur l’île principale, à Laugarbakki, petit village de 57 habitants et sera scolarisé à Hvammstangi. À 16 ans, il quitte Laugarbakki pour achever ses études à Reykjavík .
Il découvre la musique et plus particulièrement le rock à l’âge de 6 ans grâce à Nirvana, Johnny Cash ou Bob Dylan. À 11 ans, il forme un groupe avec un ami batteur : « On y passait six heures par jour, toute la semaine… Je me suis ensuite passionné pour Johnny Cash ou Bob Dylan, c’est venu le jour où, sur ma guitare, j’ai changé les cordes en Nylon pour des métalliques. Ça a bouleversé ma vie ! » De 13 à 17 ans, il se passionne pour le javelot et cela supplante la musique, mais il finit par se blesser à cause des entraînements trop intensifs. Il se replonge alors dans la musique. 
Il enregistre en 2012 son premier album, Dýrð í dauðaþögn en collaboration pour les paroles avec son père, poète islandais très connu là-bas. L’album a très bien fonctionné en Islande, à tel point que 10 % de la population de l’île s’est procuré l’album, il a par ailleurs remporté un grand nombre de récompenses aux Icelandic Music Awards (album de l’année, meilleure révélation, prix du public...). 
Son second album, In the Silence (2013), reprend intégralement le premier album mais traduit en anglais afin de s’ouvrir au public international, sa musique étant grandement basée sur les paroles. La traduction est confiée à John Grant.
Le 7 février 2020 parait le nouvel album dans 2 versions : la première Sátt en islandais et la seconde en anglais Bury The Moon.
Le 2 septembre 2021 paraît un premier EP de quatre titres en anglais intitulé The Sky Is Painted Gray Today.

## Discographie

### Singles internationaux
- 2013 Album In the Silence
  - King and Cross
  - Going Home
  - Torrent